# Ellison (cráter)
Ellison es un cráter de impacto que se encuentra en la cara oculta de la Luna, justo detrás de la extremidad noroeste de la Luna, al suroeste de la gran llanura amurallada del cráter Poczobutt. Al oeste de Ellison se halla el cráter Coulomb.
|  |

El borde exterior de Ellison es más o menos circular, con un saliente hacia el interior a lo largo del borde sur y una ligera curva hacia afuera en sentido nornoroeste. Presenta una sola terraza en la pared interior del noreste, formada a partir del hundimiento de los materiales del brocal. En lugar de un pico central, posee un pequeño cráter situado en el punto medio. Un cráter más pequeño está situado justo al oeste-suroeste del centro de esta formación, pero el piso interior plano carece de otras características de interés.
Ellison se encuentra en el margen aproximado de la Cuenca Coulomb-Sarton, una depresión de 530 km de anchura producida por un cráter de impacto del Período Pre-Nectárico.

## Cráteres satélite
Por convención estos elementos son identificados en los mapas lunares poniendo la letra en el lado del punto medio del cráter que está más cerca de Ellison.
|         | \| Ellison \| Coordenadas \| Diámetro \| \| ------- \| ------------------------------- \| -------- \| \| P \| 52°48′N 109°36′O / 52.8, -109.6 \| 32 km \| |          |
| Ellison | Coordenadas | Diámetro |
| P       | 52°48′N 109°36′O / 52.8, -109.6 | 32 km    |